# Ole Hvidman
Ole Hvidman (født 17. april 1943, død 18. august 2014) var en dansk skuespiller.

## Filmografi
- Nattens engel (1998)
- Slim Slam Slum (2002)

### Tv-serier
- En by i Provinsen (1977-1980)
- TAXA (1997-1999)
- Absalons hemmelighed (2006)